# Seven Sisters (Sussex)

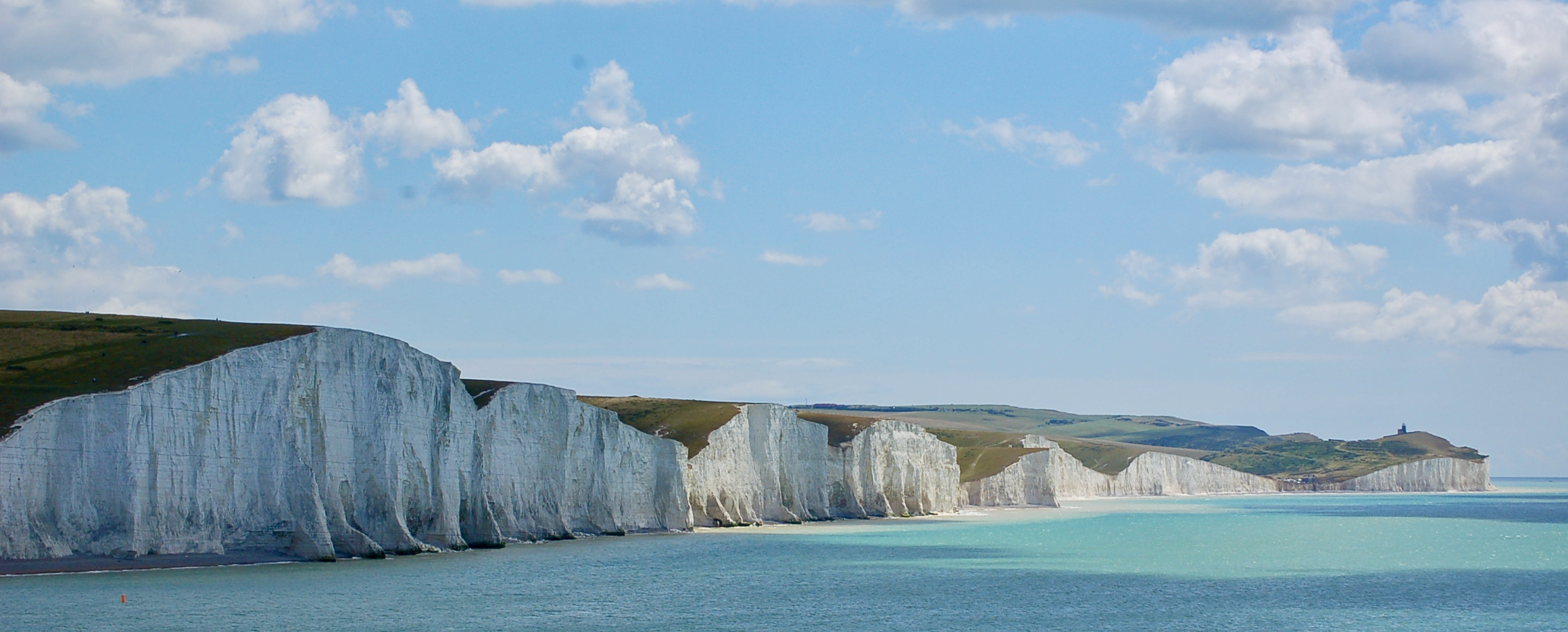
Pohled na útesy Seven Sisters

Seven Sisters (česky Sedm sester) je skupina křídových útesů, které jsou součástí národního parku South Downs, přesněji parku Seven Sisters Country Park. Nachází se na jižním pobřeží Anglie v hrabství Východní Sussex, mezi městy Seaford a Eastbourne. Občas jsou útesy využívány ve filmech jako náhrada za slavnější Bílé útesy doverské. Nedaleko se nachází také mys Beachy Head.
Vrcholů útesů není sedm, jak by se dalo čekat, nýbrž osm. Název je odvozen od sedmi sester, které měly údajně každá svůj dům mezi jednotlivými vrcholy. Zde je seznam všech vrcholů útesů:
- Haven Brow
- Short Brow
- Rough Brow
- Brass Point
- Flagstaff Point
- Flat Hill
- Baily's Hill
- Went Hill Brow